# Jonathan Hardy
Pour les personnes ayant le même patronyme, voir Hardy.
Jonathan Hardy, né le 20 septembre 1940 à Wellington (Nouvelle-Zélande), et mort le 30 juillet 2012, est un acteur néo-zélandais particulièrement connu pour avoir prêté sa voix à la marionnette Rygel dans la série télévisée nommée Farscape.

## Biographie
Durant ses études, il passa dix ans en Angleterre et fut élève de la London Academy of Music and Dramatic Art en même temps que Martin Shaw et Brian Cox.
Il retourna en Australie et Nouvelle-Zélande pour travailler dans les principales compagnies de théâtre, de télévision et cinéma. Il apparaît dans divers films, de Mad Max (1979 : Labatouche) et Mission impossible, 20 ans après à The Man From Snowy River (L'Homme de la rivière d'argent) et Mr. Reliable (en). D'autre part, il est l'auteur d'un film nommé Breaker Morant, lequel reçut une nomination aux "Academy Awards" (Meilleur scénario adapté).

## Filmographie partielle

### Au cinéma
- 1984 : Death Warmed Up : Ranji Gandhi